# Сорочинское (Бурынский район)
Сорочинское (укр. Сорочинське) — посёлок,
Слободский сельский совет,
Бурынский район,
Сумская область,
Украина.
Код КОАТУУ — 5920986004. Население по переписи 2001 года составляло 78 человек.

## Географическое положение
Посёлок Сорочинское находится на расстоянии в 3 км от одного из истоков реки Терн.
На расстоянии до 1,5 км расположены село Кореневка и посёлок Леонтиевка.